# Oxyura vittata
El pato rana de pico delgado  o malvasía argentina (Oxyura vittata), es una especie de ave anseriforme de la familia Anatidae. Es un pequeño pato zambullidor, natural de América del Sur.

## Otros nombres vulgares
La especie posee también otras denominaciones regionales: pato malvasía mediano, pato de laguna argentino, pato zambullidor chico, pato rana de pico delgado,  pato zambullidor de pico azul, pato tripoca, pato pitroco, y pato pimpillo.

## Distribución
La malvasía argentina es una especie parcialmente migratoria. Vive en cuerpos de agua dulce con gran cantidad de vegetación, como humedales y lagos. Está muy extendido, ocurre naturalmente en Argentina, sur de Brasil, Chile, Paraguay y Uruguay, y ha sido introducidas en la Antártida y las Islas Malvinas. Tiene una población estable de 6.700 a 67.000, sin grandes amenazas. A partir de 2016, figura como una especie de preocupación menor en la Lista Roja de la UICN.

## Hábitat
Habita en esteros, marismas, bañados, ríos lentos, y lagos y lagunas, en especial de agua dulce, pero también si ellas son algo salobres. Se lo encuentra desde el nivel del mar hasta los 800 metros de altitud. Es mayormente residente, a excepción de los que viven en hábitats australes, pues al sufrir muchos de estos de congelación de su superficie, toda la avifauna acuática se ve forzada a emigrar temporalmente.

## Comportamiento
Nadan muy bien, y se zambullen muy a menudo, ya sea en búsqueda de su alimento o para escapar de sus predadores. Vuelan muy pocas veces sólo cuando se ven en real peligro.

## Reproducción
Sus nidos son pequeños, aplanados y a ras del agua. La puesta consiste de tres a cinco huevos ásperos y bastante grandes, con un largo de 65 mm. x 47 mm. Es posible encontrar nidos hasta con doce huevos, en los que más de una hembra ha ovopositado. La incubación es efectuada solo por la hembra. 
Ellas suelen tapar los huevos con plantas acuáticas cuando se alejan del nido, para así no ser detectados por predadores aéreos.

## Características

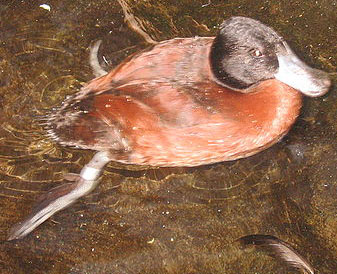
un macho adulto.

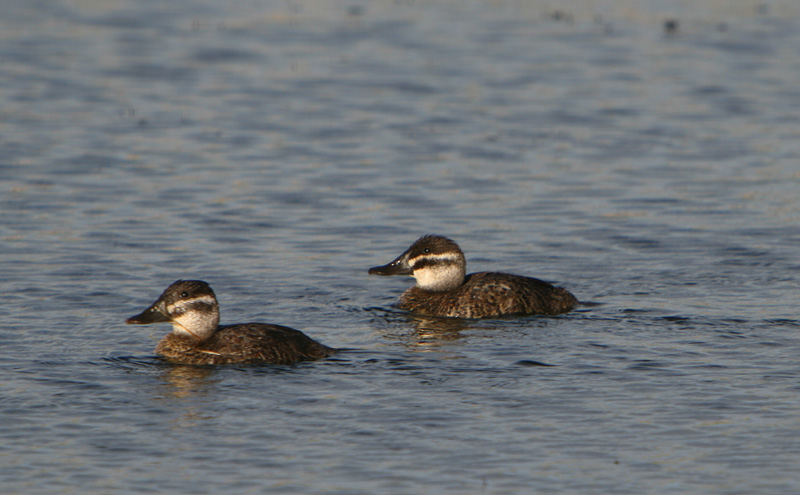
Dos hembras en Mar del Plata.

Su longitud es de unos 46 cm con un peso aproximado de 600 gramos. Como otras especies de este género, se destaca por su cuerpo rechoncho, cola rígida que apunta por momentos hacia arriba, y su gran capacidad de buceo. El macho exhibe un notable pico celeste azulado y un plumaje de color castaño con la cabeza y el corto cuello negros. La hembra, por el contrario, posee un plumaje muy distinto al del macho, siendo pardusca jaspeada de blancuzco u ocre, con la garganta y una notable faja subocular blancuzca.
Es notable por poseer, respecto a la longitud del cuerpo, el pene más largo de todos los vertebrados; el pene que se enrolla en el estado flácido y puede alcanzar la misma longitud que el animal cuando está totalmente erecto, pero más comúnmente tiene el largo de la mitad de la longitud del ave. Se teoriza que el tamaño notable del pene espinoso con su punta erizada puede haber evolucionado por presión competitiva en éstas aves muy promiscuas, quitando el esperma de las uniones anteriores, a la manera que un cepillo limpia una botella.